# Дивисмутид рубидия
Дивисмутид рубидия — бинарное неорганическое соединение
рубидия и висмута с формулой RbBi2,
кристаллы.

## Получение
- Сплавление стехиометрических количеств чистых веществ в атмосфере аргона:

{\displaystyle {\mathsf {Rb+2Bi\ {\xrightarrow {605^{o}C}}\ RbBi_{2}}}}

## Физические свойства
Дивисмутид рубидия образует кристаллы
кубической сингонии,
пространственная группа F d3m,
параметры ячейки a = 0,9609 нм, Z = 8,
структура типа димедьмагния MgCu2
.
Соединение конгруэнтно плавится при температуре 605°С  (610°С ).
При температуре 4,25 К происходит переход в сверхпроводящее состояние .